# SN 2007bb
SN 2007bb – supernowa typu IIn odkryta 2 kwietnia 2007 roku w galaktyce UGC 3627. W momencie odkrycia miała maksymalną jasność 17,20m.